# کلیسای نشان مقدس (ناوور)
کلیسای نشان مقدس (ارمنی: Սուրբ Նշան եկեղեցի) یک کلیسا متعلق به کلیسای حواری ارمنی واقع در شهر ناوور، استان تاووش ارمنستان می‌باشد. ساخت و ساز این ساختمان در سال ۱۲۸۶ میلادی؛ به پایان رسید. این بنا به سبک معماری ارمنی طراحی شده است.